# توماس لي
توماس لي (بالإنجليزية: Thomas Lee (New Jersey))‏ (و. 1780 – 1856 م)هو سياسي، ومحامي من الولايات المتحدة الأمريكية . ولد في فيلادلفيا، بنسيلفانيا .
وهو عضو في الحزب الديمقراطي الأمريكي .